# Les Pineaux
Les Pineaux település Franciaországban, Vendée megyében. Lakosainak száma 678 fő (2022. január 1.). Les Pineaux Bournezeau, Château-Guibert, Moutiers-sur-le-Lay, Sainte-Pexine és Thorigny községekkel határos.

## Népesség
A település népességének változása:
| Lakosok száma | 609  | 620  | 629  | 632  | 651  | 660  | 658  | 668  | 678  |
|               | 2013 | 2015 | 2016 | 2017 | 2018 | 2019 | 2020 | 2021 | 2022 |